# خوان غينر
خوان غينر (بالإسبانية: Juan Giner)‏ هو لاعب كرة مضرب إسباني، ولد في 28 يوليو 1978 في كوييرا في إسبانيا.

## وصلات خارجية
- خوان غينر على موقع رابطة محترفي التنس (الإنجليزية)
- خوان غينر على موقع الاتحاد الدولي لكرة المضرب (الإنجليزية)
- خوان غينر على موقع خلاصة التنس.كوم (الإنجليزية)